# Angela purpurascens
Angela purpurascens är en bönsyrseart som beskrevs av Olivier 1792. Angela purpurascens ingår i släktet Angela och familjen Mantidae. Inga underarter finns listade i Catalogue of Life.